# Be Vaghte Sham
Pour plus de détails, voir Fiche technique et Distribution.
À l'heure de Damas[réf. nécessaire] (en persan : به وقت شام), est un film iranien réalisé par Ebrahim Hatamikia, sorti en 2018.

## Synopsis
La ville de Palmyre, dans l'est de la Syrie, est tombée aux mains du groupe terroriste Daesh. Ces derniers ont encerclé l'aéroport dans une ville voisine où de nombreux blessés et aussi les derniers défenseurs de l'aéroport attendent leur évacuation d'urgence. Un jeune pilote doit risquer sa vie et se rendre à l'aéroport pour aider à évacuer ces personnes alors qu'elles sont sous le feu direct de Daech. Une confrontation étroite avec les terroristes de Daesh détermine leur destin dans une tournure dramatique des événements.

## Fiche technique
- Titre original : Bé Vaght-é Cham
- Titre français : À l'heure de Damas
- Scénario et réalisation : Ebrahim Hatamikia
- Musique : Karen Homayounfar
- Production : Mohammed Khazai
- Durée : 109 minutes
- Année de production : 2018
- Pays d'origine :  Iran
- Langue : persan
- Genre : drame
- Date de sortie : 2018